# Rüdiger Nolte (Musikwissenschaftler)
Rüdiger Nolte (* 22. Februar 1951 in Celle) ist ein deutscher Germanist und Musikwissenschaftler. Von 2006 bis 2017 war er der sechste Rektor der Hochschule für Musik in Freiburg im Breisgau.

## Leben
Nach dem Abitur am Hermann-Billung-Gymnasium in Celle 1970 studierte Nolte zunächst Schulmusik an der Staatlichen Hochschule für Musik und Theater Hannover. Nach Ableistung des Zivildienstes wechselte er 1972 an die Philipps-Universität Marburg, wo er Deutsch und Sozialkunde für das Höhere Lehramt studierte. Seit 1976 setzte er sein Studium an der Freien Universität Berlin fort und legte im Juli 1978 das Erste Staatsexamen ab. Im Juli 1982 wurde er an der Gottfried Wilhelm Leibniz Universität Hannover mit der von Gisela Bezzel-Dischner betreuten Arbeit Der stete Klassizismus. Zur Abhängigkeit von Blick und Ideal zum Dr. phil. promoviert. Anschließend arbeitete Nolte als Verlagslektor in Berlin und Hamburg sowie als Journalist für Zeitungen und Magazine wie Musik & Theater, Merian oder die Wochenpost Berlin. Zudem spielte er als Bratschist in verschiedenen Ensembles in Deutschland und der Schweiz.
Von 1990 bis 1994 wirkte Nolte als Pressereferent bei der Deutschen Grammophon Gesellschaft; von 1994 bis 1998 leitete er die Internationalen Festtage Alter Musik Stuttgart und arbeitete als Dramaturg mit dem Choreographen und Regisseur Christian Spuck für das Stuttgarter Ballett. Von 1998 bis 2006 war er dann Dramaturg und Pressesprecher des Freiburger Barockorchesters.
2006 wurde Nolte in der Nachfolge von Mirjam Nastasi zum Rektor der Hochschule für Musik Freiburg berufen und leitete diese bis 2017. Seither arbeitet er als Autoren- und Künstlerberater in Berlin.

## Veröffentlichungen (Auswahl)
- Der stete Klassizismus. Zur Abhängigkeit von Blick und Ideal. (Hannover, Univ., Diss., 1982).